# Jules Sichel
Frédéric Jules Sichel (ur. 14 maja 1802 we Frankfurcie nad Menem, zm. 11 listopada 1868 w Paryżu) – francuski okulista i entomolog.
Sichel urodził się w żydowskiej rodzinie we Frankfurcie. Studiował medycynę w Tübingen od roku 1820. W 1822 przeniósł się na uczelnię w Berlinie, na której uzyskał tytuł doktora w 1825. Źródła francuskie podają, że studiował także w Würzburgu gdzie od 1823 pracował jako chef de clinique pod kierunkiem profesora Johanna Lucasa Schönleina.
Od 1825 do 1829 był asystentem klinice okulistycznej Christopha Friedricha von Jaegera w Wiedniu. W 1829 osiadł w Paryżu gdzie założył pierwszą klinikę okulistyczną w 1832 (przy rue Jacob). W 1833 zdał francuskie państwowe egzaminy potwierdzające jego wykształcenie medyczne zdobyte w Niemczech. Kolejna klinikę otworzył w 1836 (przy rue Férou). Jednym z jego współpracowników w tych instytucjach był polski lekarz okulista Wiktor Feliks Szokalski.
Zapoczątkował we Francji wykorzystanie oftalmoskopu. Wielokrotnie przewodził kongresom okulistycznym i był honorowym prezesem Towarzystwa Lekarzy Niemieckich w Paryżu. Wspierał jako lekarz działania edukacyjne komitetu Legii Honorowej. Pisał artykuły do prasy medycznej (głównie tematyka związana z okulistyką) zarówno francuskiej jak i niemieckiej. W 1854 został członkiem Leopoldiny
Swojej działalności nie ograniczał tylko do medycyny. Był miłośnikiem języków orientalnych, archeologii i entomologii (współpracował w tych dziedzinach z fachowymi wydawnictwami), tłumaczył książki z greki i łaciny.